# Droga wojewódzka nr 462
Droga wojewódzka nr 462 (DW462) – droga wojewódzka o długości 18 km, leżąca na obszarze województwa opolskiego. Trasa ta ma łączyć Krzyżowice z  miejscowością Stobrawa. Połączenie jednak nie istnieje z powodu braku mostu przez Odrę w miejscowości Kopanie. Droga leży na terenie  powiatu brzeskiego.

## Miejscowości leżące przy trasie DW462
- Krzyżowice (DW401)
- Olszanka
- Pogorzela
- Janów
- Łosiów (DK94)
- Kopanie (DW460)
- Stobrawa (DW457)